# Lac McGillivray
Lac McGillivray är en sjö i Kanada.   Den ligger i regionen Outaouais och provinsen Québec, i den sydöstra delen av landet, 130 km nordväst om huvudstaden Ottawa. Lac McGillivray ligger 232 meter över havet. Arean är 9,2 kvadratkilometer. Den sträcker sig 4,6 kilometer i nord-sydlig riktning, och 8,9 kilometer i öst-västlig riktning.
I omgivningarna runt Lac McGillivray växer i huvudsak blandskog. Trakten runt Lac McGillivray är nära nog obefolkad, med mindre än två invånare per kvadratkilometer.